# Cecilia Vicuña
Cecilia Vicuña (sinh ngày 22 tháng 7 năm 1948) là một nhà thơ, nghệ sĩ và nhà làm phim người Chile sống tại New York và Santiago. Công việc của bà nổi tiếng nhờ chủ đề về ngôn ngữ, trí nhớ, phân rã và lưu vong. Các nhà phê bình cũng lưu tâm đến sự liên quan giữa các tác phẩm của bà với sự hủy diệt nền sinh thái chính trị, sự đồng nhất văn hóa và chênh lệch kinh tế, đặc biệt là cách thức mà những hiện tượng này làm suy giảm quyền lực. Sự tận tụy của bà đối với các hình thức và phương pháp luận về nữ quyền được coi là một chủ đề thống nhất trong các tác phẩm đầy tính đa dạng của bà. Thuật ngữ eco-feminism có thể được coi là một lời giải thích về sự thực hành của bà, thứ từ lâu đã liên kết sự bất công giới tính với sự hủy diệt sinh thái.

## Cuộc đời
Vicuña sinh ra và lớn lên ở Santiago de Chile in 1948. vào năm 1948. Bà nhận bằng Thạc sĩ nghệ thuật từ Đại học Chile vào năm 1971 và chuyển đến Luân Đôn vào năm 1972 để theo học Trường Nghệ thuật Slade. Vào năm 1973, bà sống lưu vong tại London sau cái chết của Tổng thống Salvador Allende và cuộc đảo chính Chile năm 1973 do Tướng Augusto Pinochet chỉ đạo.
Vào năm 1975, Vicuña rời khỏi London và chuyển tới\ Bogotá, Colombia.
Năm 1980, Vicuña chuyển tới New York City.